# Суперсерия 1990/1991
Суперсерия 1990—1991 — последняя серия игр между хоккейными клубами СССР и НХЛ.

## «Динамо» (Москва)— клубы НХЛ
- 01.01.1991, Торонто, «Торонто Мэйпл Лифс» — «Динамо» (Москва) 7:4
Голы: Филимонов (2), Семак, Дорофеев
- 03.01.1991, Хартфорд, «Хартфорд Уэйлерз» — «Динамо» (Москва) 0:0
- 06.01.1991, Ист-Ратерфорд, Нью-Джерси, «Нью-Джерси Дэвилз» — «Динамо» (Москва) 2:2
Голы: Якубов, Семак
- 08.01.1991, Вашингтон, «Вашингтон Кэпиталз» — «Динамо» (Москва) 3:2
Голы: Андриевский, Дорофеев
- 10.01.1991, Филадельфия, «Филадельфия Флайерз» — «Динамо» (Москва) 1:4
Голы: Дорофеев, Гальченюк, Леонов (2)
- 12.01.1991, Питтсбург, «Питтсбург Пингвинз» — «Динамо» (Москва) 3:4
Голы: Жамнов, Якубов, Семак, Ломакин
- 15.01.1991, Квебек-сити, «Квебек Нордикс» — «Динамо» (Москва) 1:4
Голы: Ковалев, Хайдаров, Дорофеев (2)

## Химик— клубы НХЛ
- 03.12.1990, Лос-Анджелес, «Лос-Анджелес Кингз» — «Химик» (Воскресенск) 5:1
Голы: А. Квартальнов
- 05.12.1990, Сент-Луис, «Сент-Луис Блюз» — «Химик» (Воскресенск) 4:2
Голы: Д. Квартальнов, Яшин
- 08.12.1990, Юниондейл, Нью-Йорк, «Нью-Йорк Айлендерс» — «Химик» (Воскресенск) 2:2
Голы: Титов, Маслов
- 10.12.1990, Монреаль, «Монреаль Канадиенс» — «Химик» (Воскресенск) 3:6[1]
Голы: Д. Квартальнов (2), Яшкин (? Яшин), Титов, Трухно, Зелепукин
- 12.12.1990, Буффало, «Баффало Сэйбрз» — «Химик» (Воскресенск) 4:5
Голы: Бердичевский, Зелепукин (2), Клемешов, Басалгин
- 16.12.1990, Бостон, «Бостон Брюинз» — «Химик» (Воскресенск) 2:5
Голы: Яшкин (2), Смирнов, А. Квартальнов, Трухно
- 18.12.1990, Блумингтон (Миннесота), «Миннесота Норт Старз» — «Химик» (Воскресенск) 6:4
Голы: Яшин, Зелепукин, Трухно, Оксюта

## ЦСКА— клубы НХЛ
- 26.12.1990, Детройт, «Детройт Ред Уингз» — ЦСКА 2:5
Голы: Коваленко (2), Востриков, Масленников, Прокопьев
- 31.12.1990, Нью-Йорк, «Нью-Йорк Рейнджерс» — ЦСКА 1:6
Голы: Коваленко (2), Бякин, Гордиюк, Давыдов, Востриков
- 01.01.1991, Чикаго, «Чикаго Блэкхокс» — ЦСКА 2:4
Голы: Буцаев, Брезгунов, Востриков, Немчинов
- 04.01.1991, Калгари, «Калгари Флеймз» — ЦСКА 4:6
Голы: Хмылев (2), Масленников (2), Каменский, Константинов
- 06.01.1991, Эдмонтон, «Эдмонтон Ойлерз» — ЦСКА 4:2
Голы: Малахов, Бякин
- 09.01.1991, Виннипег, «Виннипег Джетс» — ЦСКА 4:6
Голы: Коваленко (2), Бякин (2), Хмылев, Гордиюк
- 13.01.1991, Ванкувер, «Ванкувер Кэнакс» — ЦСКА 3:4
Голы: Каменский (2), Гордиюк, Кравчук,